# Oreomela foveipennis
Oreomela foveipennis is een keversoort uit de familie bladkevers (Chrysomelidae). De wetenschappelijke naam van de soort werd in 1986 gepubliceerd door Chen & Wang in Chen, Wang & Jiang.